# Dębica (Warnice)
Dębica (deutsch Damnitz) ist ein Dorf in der Woiwodschaft Westpommern in Polen.  Es gehört zur Gmina Warnice (Gemeinde Warnitz) im Powiat Pyrzycki (Pyritzer Kreis).

## Geographische Lage
Das Dorf liegt in der historischen Landschaft Weizacker in Hinterpommern am Flüsschen Hufenitz, etwa 30 Kilometer südöstlich der Stadt Stettin. Nachbarorte sind im Osten Warnice (Warnitz), im Süden Reńsko (Schönbrunn), im Südwesten Wierzbno (Werben) und im Nordwesten Koszewo (Groß Küssow).
Nördlich des Dorfes liegt die Wüstung Hufenitz.
Östlich des Dorfes verläuft die Bahnstrecke Stargard Szczeciński–Godków (Bahnstrecke Stargard–Jädickendorf) mit dem Bahnhof Warnice Dębica (Warnitz-Damnitz).

## Geschichte

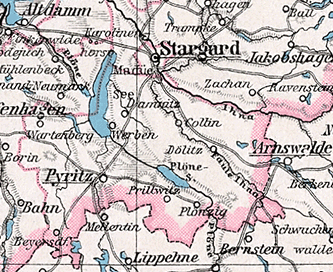
Damnitz im Kreis Pyritz, östlich des Madüsees (Madüe-See) und nordöstlich des Dorfes Werben auf einer Landkarte von 1905.

Das Dorf wurde erstmals in einer Urkunde aus der Zeit um 1185 genannt, mit der Herzog Bogislaw I. von Pommern dem Kloster Kolbatz den Besitz des Dorfes Prilipp bestätigte und ihm das vermutlich in der Nähe liegende Dorf Gorna schenkte. In dieser Urkunde diente Dambiz zur Grenzbeschreibung. In einer weiteren Urkunde aus dem Jahr 1186 oder 1187, mit der Herzog Bogislaw I. dem Kloster Kolbatz den Besitz des Dorfes Broda, des späteren Paß, bestätigte, diente wiederum Dambiz zur Grenzbeschreibung. Sogar in einer Papsturkunde tauchte das Dorf auf, als Papst Gregor VIII. im Jahre 1187 das Kloster Kolbatz unter seinen Schutz nahm und in der Grenzbeschreibung Dambiche verwendete.
Später war das Dorf im Besitz des Camminer Domkapitels (siehe: Bistum Cammin). In Ludwig Wilhelm Brüggemanns Ausführlicher Beschreibung des gegenwärtigen Zustandes des Königlich-Preußischen Herzogtums Vor- und Hinterpommern (1784) wurde Damnitz unter den adeligen Gütern des Pyritzschen Kreises als Besitz des Domkapitels zu Cammin aufgeführt. Damals bestanden in dem Dorf 47 Haushaltungen („Feuerstellen“), darunter ein Freischulze, neun Bauern, neun Kossaten, ein Krug, eine Schmiede und ein Schulmeister. Ferner bestand eine Kirche. Damals lag das Dorf nahe der Land- und Poststraße von Pyritz nach Stargard.
Das Camminer Domkapitel bestand auch nach der Reformation weiter, bis es zu Anfang des 19. Jahrhunderts säkularisiert und sein Besitz verstaatlicht wurde. Das Dorf Damnitz kam dann vollständig unter die Verwaltung des Amtes Kolbatz, das auch zuvor einen Anteil des Dorfes unter sich hatte.
Bei der Regulierung der gutsherrlichen und bäuerlichen Verhältnisse (siehe: Preußische Agrarverfassung) des Dorfes, die in den Jahren 1839 bis 1844 stattfand, erhielt einer der Bauern 175 Morgen Land südlich des Dorfes zugeteilt. Auf diesen Flächen errichtete er sich außerhalb des Dorfes einen Hof, der zunächst Grün-Damnitz genannt wurde und dann den Ortsnamen Schönbrunn erhielt.
In Heinrich Berghaus’ Landbuch des Herzogtums Pommern (1868) erschien Damnitz als ein Dorf mit Kirche unter den ländlichen Ortschaften im Bezirk des Domänen-Rentamts Pyritz im Pyritzer Kreis. Damnitz zählte damals 306 Einwohner. Es bestanden unter anderem ein Freischulzengut, acht Bauernhöfe, neun Kossätenhöfe, eine Schmiede, eine Küsterschule und ein Krug.
In der Zeit 1901/1908 wurde die nördlich des Dorfes gelegene kleine Landgemeinde Hufenitz, die im Jahre 1895 nur 26 Einwohner zählte, nach Damnitz eingemeindet. Hufenitz war im 19. Jahrhundert als Ausbau von Groß Küssow gegründet worden, lag aber näher an Damnitz als an Groß Küssow.
Vor 1945 bildete Damnitz, zu dem auch die vier Wohnplätze Groß Küssow, Hufenitz, Margarethenhof und Schönbrunn gehörten, eine Landgemeinde im Kreis Pyritz der preußischen Provinz Pommern. Im Jahre 1933 wurden 617 Einwohner gezählt, im Jahre 1939 nur noch 590 Einwohner.
Gegen Ende des Zweiten Weltkriegs besetzte im Frühjahr 1945 die Rote Armee  die Region. Kurz darauf wurde Damnitz zusammen mit ganz Hinterpommern unter polnische Verwaltung gestellt. Damnitz erhielt den polnischen Ortsnamen Dębica. Soweit die Einwohner nicht geflohen waren, wurden sie in der darauf folgenden Zeit nach Westen vertrieben.
Dębica bildet heute ein eigenes Schulzenamt in der Gmina Warnice (Gemeinde Warnitz).

## Einwohnerzahlen
| Jahr | Ein- wohner | Anmerkungen                               |
| ---- | ----------- | ----------------------------------------- |
| 1816 | 219         | [ 9 ]                                     |
| 1867 | 309         | [ 10 ]                                    |
| 1871 | 304         | davon 296 Evangelische und acht Juden     |
| 1925 | 672         | davon 566 Evangelische und 106 Katholiken |
| 1933 | 617         | [ 7 ]                                     |
| 1939 | 590         | [ 7 ]                                     |